# تروی، اومبریا
تروی، اومبریا (به ایتالیایی: Trevi, Umbria) یک کومونه در ایتالیا است که در استان پروجا واقع شده‌است.

## خصوصیات
تروی ۷۱٫۲ کیلومترمربع مساحت و ۸٬۱۷۶ نفر جمعیت دارد و ۴۱۲ متر بالاتر از سطح دریا واقع شده‌است.